# Habitabilidade no Sistema Solar
A habitabilidade planetária no Sistema Solar é um estudo do campo da astrobiologia que busca a possível existência de vida extraterrestre passada ou presente nos corpos celestes do Sistema Solar. Como os exoplanetas estão muito distantes e só podem ser estudados por meios indiretos, os corpos celestes do sistema solar permitem um estudo muito mais detalhado: observação direta de telescópios, sondas espaciais, astromóveis e até voos espaciais tripulados.

## Espaço sideral
O vácuo do espaço sideral é altamente hostil. Além do vácuo em si, as temperaturas são extremamente baixas e há uma grande quantidade de radiação solar. A vida multicelular não pode suportar tais condições. As bactérias também não podem prosperar no vácuo, mas podem sobreviver em circunstâncias especiais. Um experimento do microbiologista Akihiko Yamagishi realizado na Estação Espacial Internacional expôs um grupo de bactérias ao vácuo, totalmente desprotegido, por três anos. O Deinococcus radiodurans sobreviveu à exposição. Em experimentos anteriores, ele havia sobrevivido à radiação, vácuo e baixas temperaturas em experimentos controlados em laboratório. As células externas do grupo haviam morrido, mas seus restos protegiam as células internas, que conseguiram sobreviver.
Esses estudos dão crédito à teoria da panspermia, que propõe que a vida pode se mover entre planetas dentro de meteoritos. Yamagishi até propôs o termo massapanspermia para células que se movem pelo espaço em aglomerados em vez de rochas. No entanto, a astrobióloga Natalie Grefenstette considera que aglomerados de células desprotegidos não teriam proteção durante a ejeção de um planeta e a reentrada em outro.

## Sol
A vida no Sol não é possível. Suas temperaturas e radiações extremas não permitiriam que nenhuma forma de vida se desenvolvesse.

## Mercúrio

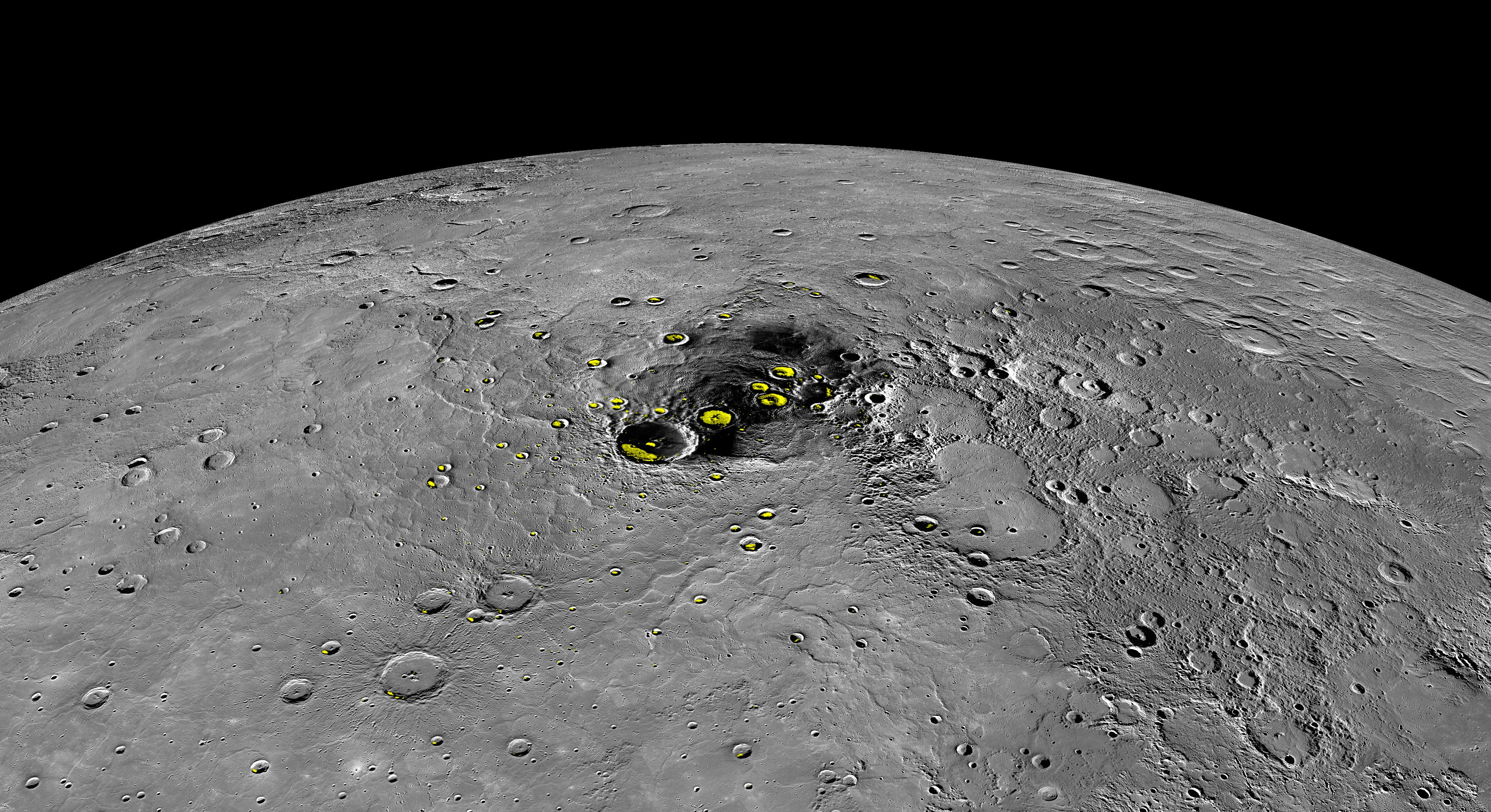
Água congelada (amarelo) em crateras permanentemente sombreadas da região polar norte de Mercúrio

Segundo a NASA, Mercúrio não é um planeta adequado para a vida semelhante à Terra. Possui uma exosfera de limite de superfície em vez de uma atmosfera em camadas, temperaturas extremas que variam de 430 °C durante o dia até -180 °C durante a noite e alta radiação solar. É improvável que qualquer ser vivo possa resistir a essas condições. Também é improvável que encontre restos de vida antiga. Se houvesse algum tipo de vida no planeta, teria sofrido um evento de extinção em um tempo muito curto. Suspeita-se também que a maior parte da superfície planetária foi arrancada por um grande impacto, que também teria removido qualquer vida no planeta.
A espaçonave MESSENGER encontrou evidências de Água congelada em Mercúrio, dentro de crateras permanentemente sombreadas não alcançadas pela luz solar. Como resultado da atmosfera rarefeita, as temperaturas dentro deles permanecem frias e há muito pouca sublimação. Pode haver suporte científico, com base em estudos relatados em março de 2020, para considerar que partes do planeta Mercúrio podem ter hospedado voláteis subsuperficiais. Considera-se que a geologia de Mercúrio tenha sido moldada por crateras de impacto e terremotos causados por um grande impacto na bacia de Caloris. Os estudos sugerem que os tempos necessários não seriam consistentes e que, em vez disso, os voláteis da subsuperfície foram aquecidos e sublimados, fazendo com que a superfície desmoronasse. Esses voláteis podem ter se condensado em crateras em outras partes do planeta ou perdidos no espaço pelos ventos solares. Não se sabe quais voláteis podem ter feito parte desse processo.

## Vênus
A superfície de Vênus é completamente inóspita para a vida. Como resultado de um efeito estufa descontrolado, Vênus tem uma temperatura de 475 C°, quente o suficiente para derreter chumbo. É o planeta mais quente do Sistema Solar, mais ainda que Mercúrio, apesar de estar mais distante do sol. Da mesma forma, a atmosfera de Vênus é quase completamente composta de dióxido de carbono, e a pressão atmosférica é 90 vezes maior que a da Terra. Não há variação significativa de temperatura durante a noite, e a baixa inclinação axial, de apenas 3,39 graus em relação ao sol, torna as temperaturas bastante uniformes em todo o planeta e sem estações perceptíveis.
Vênus provavelmente tinha água líquida em sua superfície por pelo menos alguns milhões de anos após sua formação. O Venus Express detectou que Vênus perde oxigênio e hidrogênio para o espaço, e que o hidrogênio que escapa dobra o oxigênio. A fonte pode ser a água venusiana, que a radiação ultravioleta do sol divide em sua composição básica. Também há deutério na atmosfera do planeta, um tipo pesado de hidrogênio que é menos capaz de escapar da gravidade do planeta. No entanto, a água da superfície pode ter sido apenas atmosférica e não tenha formado nenhum oceano. O astrobiólogo David Grinspoon considera que, embora não haja provas de que Vénus tivesse oceanos, é provável que os tivesse, resultado de processos semelhantes aos que ocorreram na Terra. Ele considera que esses oceanos podem ter durado 600 milhões de anos e foram perdidos há 4 bilhões de anos. A crescente escassez de água líquida alterou o ciclo do carbono, reduzindo o sequestro de carbono. Com a maior parte do dióxido de carbono permanecendo na atmosfera para sempre, o efeito estufa piorou ainda mais.
No entanto, entre as altitudes de 50 e 65 quilômetros, a pressão e a temperatura são semelhantes às da Terra, podendo acomodar microrganismos extremófilos termoacidofílicos nas camadas superiores ácidas da atmosfera venusiana. Segundo essa teoria, a vida teria começado nos oceanos venusianos quando o planeta era mais frio, se adaptaria a outros ambientes como aconteceu na Terra e permaneceria na última zona habitável do planeta. A suposta detecção de uma linha de absorção de fosfina na atmosfera de Vênus, sem caminho conhecido para a produção abiótica, levou à especulação em setembro de 2020 de que poderia haver vida existente atualmente presente na atmosfera. Pesquisas posteriores atribuíram o sinal espectroscópico que foi interpretado como fosfina ao dióxido de enxofre, ou descobriram que de fato não havia linha de absorção.

## Terra

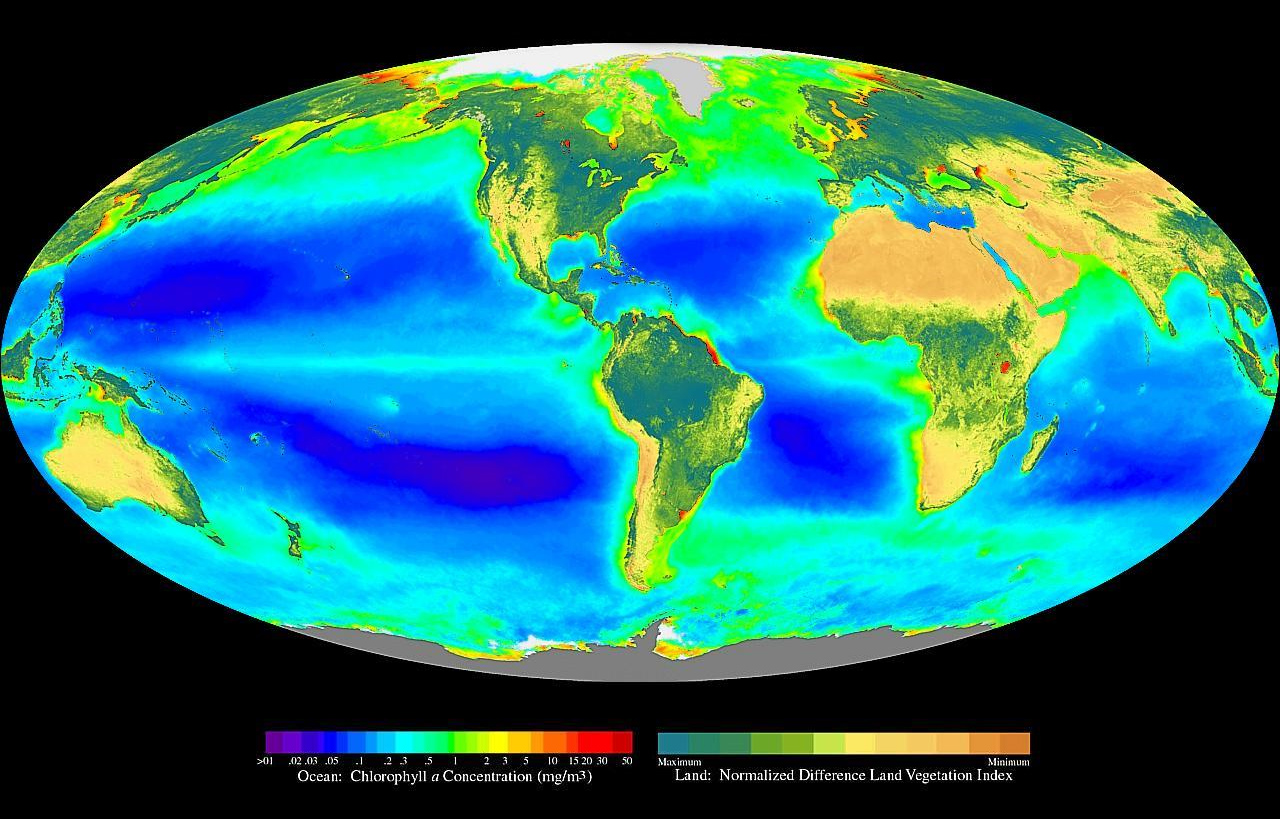
Abundância global de fototróficos oceânicos e terrestres, de setembro de 1997 a agosto de 2000. Como uma estimativa da biomassa autotrófica, é apenas um indicador aproximado do potencial de produção primária e não uma estimativa real dele

A Terra é o único corpo celeste a ter comprovadamente gerado seres vivos e, portanto, o único exemplo atual de um planeta habitável. A uma distância de 1 UA do Sol, está dentro da zona habitável circunstelar do Sistema Solar, o que significa que pode ter oceanos de água em estado líquido. Há também uma grande quantidade de elementos requeridos pelas formas de vida, como carbono, oxigênio, nitrogênio, hidrogênio e fósforo. O sol fornece energia para a maioria dos ecossistemas da Terra, processada por vegetais com fotossíntese, mas também existem ecossistemas nas áreas profundas dos oceanos que nunca recebem luz solar e, em vez disso, prosperam com o calor geotérmico.
A atmosfera da Terra também desempenha um papel importante. A camada de ozônio protege o planeta das radiações nocivas do sol, e o oxigênio livre é abundante o suficiente para as necessidades respiratórias da vida terrestre. A magnetosfera da Terra, gerada por seu núcleo ativo, também é importante para a habitabilidade a longo prazo da Terra, pois evita que os ventos solares despojem a atmosfera do planeta. A atmosfera é espessa o suficiente para gerar pressão atmosférica ao nível do mar que mantém a água em estado líquido, mas também não é forte o suficiente para ser prejudicial.
Existem outros elementos que beneficiaram a presença da vida, mas não está totalmente claro se a vida poderia ter prosperado ou não sem eles. O planeta não está bloqueado pelas marés e a atmosfera permite a distribuição de calor, de modo que as temperaturas são amplamente uniformes e sem grandes mudanças rápidas. Os corpos de água cobrem a maior parte do mundo, mas ainda deixam grandes massas de terra e interagem com as rochas no fundo. Um corpo celeste próximo, a Lua, sujeita a Terra a forças de maré substanciais, mas não catastróficas.
Seguindo uma sugestão de Carl Sagan, a sonda Galileo estudou a Terra à distância, para estudá-la de maneira semelhante à que usamos para estudar outros planetas. A presença de vida na Terra poderia ser confirmada pelos níveis de oxigênio e metano na atmosfera, e a borda vermelha era evidência de plantas. Ele até detectou uma tecnoassinatura, ondas de rádio fortes que não poderiam ser causadas por motivos naturais.

### Lua
Apesar de sua proximidade com a Terra, a Lua é completamente inóspita para a vida. Nenhuma vida lunar nativa foi encontrada, incluindo quaisquer sinais de vida nas amostras de rochas e solo da Lua. A atmosfera da Lua é quase inexistente, não há água líquida (embora haja gelo sólido em algumas crateras permanentemente sombreadas) e nenhuma proteção contra a radiação do sol.
No entanto, as circunstâncias poderiam ter sido diferentes no passado. Existem dois períodos possíveis de habitabilidade: logo após a sua origem, e durante um período de elevada atividade vulcânica. No primeiro caso, discute-se quantos voláteis sobreviveriam no disco de detritos, mas acredita-se que alguma água poderia ter sido retida graças à sua dificuldade de se difundir em um vapor dominado por silicato. No segundo caso, graças à extrema liberação de gases do magma lunar, a Lua poderia ter uma atmosfera de 10 milibares. Embora seja apenas 1% da atmosfera da Terra, é maior do que em Marte e pode ser suficiente para permitir água líquida na superfície, como no teorizado oceano de magma lunar. Esta teoria é apoiada por estudos de rochas e solos lunares, que estavam mais hidratados do que o esperado. Estudos do vulcanismo lunar também revelam água dentro da lua e que o manto lunar teria uma composição de água semelhante ao manto superior da Terra.
Isso pode ser confirmado por estudos na crosta da Lua que sugeririam uma antiga exposição à água magmática. A Lua primitiva também pode ter seu próprio campo magnético, desviando os ventos solares. A vida na Lua pode ter sido resultado de um processo local de abiogênese, mas também de panspermia da Terra.
Dirk Schulze-Makuch, professor de ciência planetária e astrobiologia da Universidade de Londres, considera que essas teorias podem ser devidamente testadas se uma futura expedição à Lua procurar marcadores de vida em amostras lunares da idade da atividade vulcânica, e testando a sobrevivência de microorganismos em ambiente lunar simulado que tentam imitar aquela idade lunar específica.

## Marte

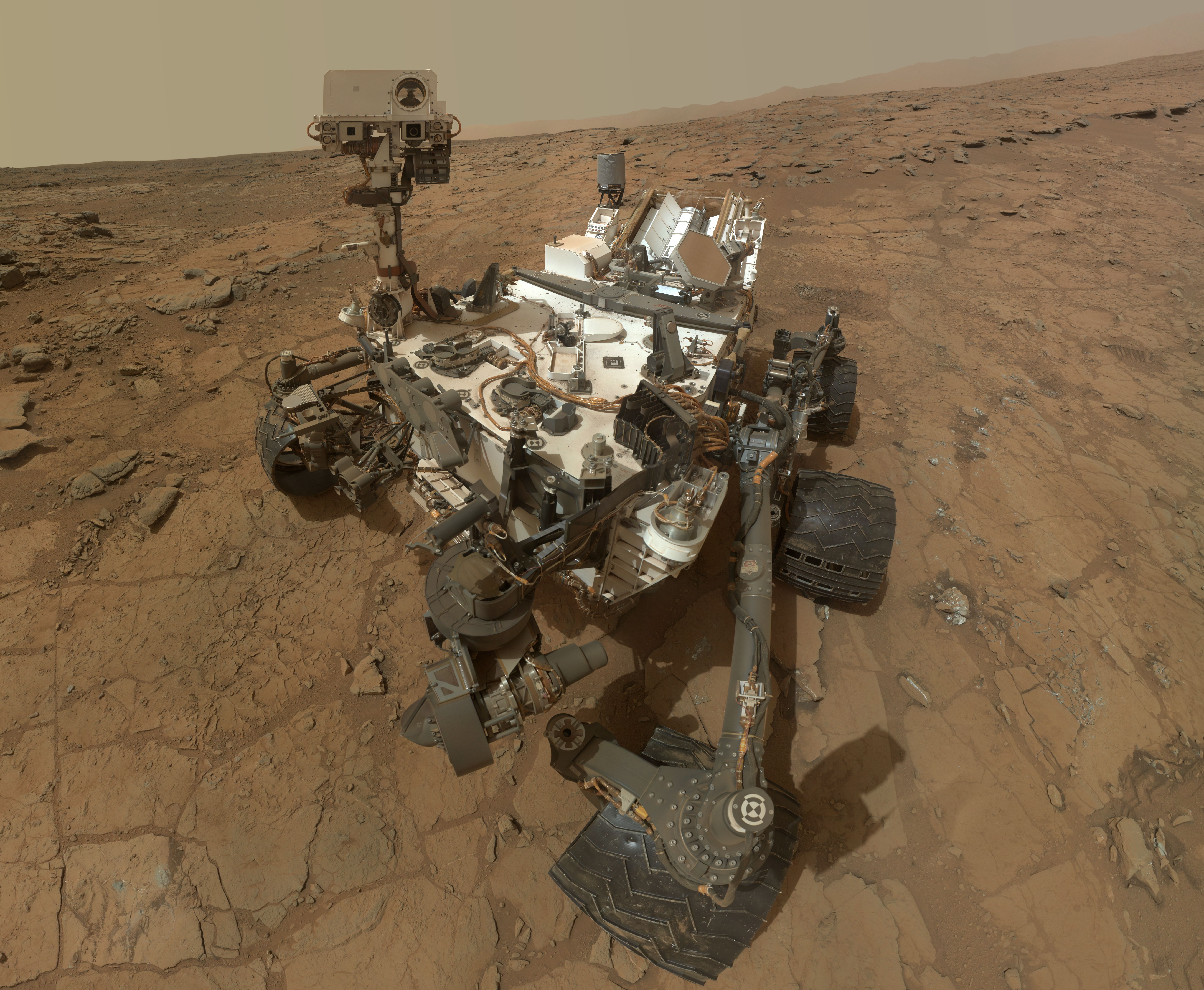
O astromóvel Curiosity.

Marte é o corpo celeste do sistema solar com mais semelhanças com a Terra. Um dia marciano dura quase o mesmo que um dia na Terra, e sua inclinação axial dá a ele estações similares. Há água em Marte, a maior parte congelada nas calotas polares marcianas, e parte dela no subsolo. No entanto, existem muitos obstáculos à sua habitabilidade. A temperatura da superfície é de -63 graus. Não há corpos permanentes de água líquida na superfície. A atmosfera é rarefeita e contém mais de 96% de dióxido de carbono tóxico. Sua pressão atmosférica é inferior a 1% da da Terra. Combinado com a falta de magnetosfera, Marte está aberto à radiação nociva do sol. Embora nenhum astronauta tenha pisado em Marte, o planeta foi estudado em grande detalhe por astromóveis. Até agora, nenhuma forma de vida nativa foi encontrada. A origem da potencial bioassinatura do metano observada na atmosfera de Marte é inexplicável, embora hipóteses que não envolvam vida tenham sido propostas.
Pensa-se, no entanto, que essas condições podem ter sido diferentes no passado. Marte poderia ter corpos de água, uma atmosfera de ação e uma magnetosfera ativa, e pode ter sido habitável então. O astromóvel Opportunity descobriu pela primeira vez evidências de um passado úmido, mas estudos posteriores descobriram que os territórios estudados pelo rover estavam em contato com ácido sulfúrico, não com água. A cratera Gale, por outro lado, contém minerais de argila que só poderiam ter sido formados em água com PH neutro. Por esse motivo, a NASA a selecionou para o pouso do rover Curiosity.
Suspeita-se que a cratera Jezero seja o local de um antigo lago. Por esta razão, a NASA enviou o astromóvel Perseverance para investigar. Embora nenhuma vida tenha sido encontrada, as rochas ainda podem conter vestígios fósseis de vida antiga, se o lago tivesse algum. Também é sugerido que a vida microscópica pode ter escapado da piora das condições da superfície, movendo-se para o subsolo. Um experimento simulou essas condições para verificar as reações do líquen e descobriu que ele sobreviveu ao se refugiar em fendas de rochas e fendas no solo.
Embora muitos estudos geológicos sugiram que Marte era habitável no passado, isso não significa necessariamente que fosse habitado. Encontrar fósseis de vida microscópica de tempos tão distantes é uma tarefa incrivelmente difícil, mesmo para as primeiras formas de vida conhecidas da Terra. Esses fósseis requerem um material capaz de preservar as estruturas celulares e sobreviver à formação de rochas degradantes e aos processos ambientais. O conhecimento da tafonomia para esses casos é limitado aos fósseis esparsos encontrados até agora, e são baseados no ambiente da Terra, que difere muito do ambiente marciano.

## Cinturão de asteroides

### Ceres
Ceres, o único planeta anão no cinturão de asteróides, tem uma fina atmosfera de vapor d'água. O vapor é provavelmente o resultado de impactos de meteoritos contendo gelo, mas dificilmente existe uma atmosfera além do referido vapor. No entanto, a presença de água levou à especulação de que a vida pode ser possível lá. Inclusive, conjectura-se que Ceres poderia ser uma fonte de vida na Terra por panspermia, já que seu pequeno tamanho permitiria que fragmentos dela escapassem de sua gravidade com mais facilidade. Embora o planeta anão possa não ter seres vivos hoje, podem haver sinais de que abrigou vida no passado.
A água em Ceres, no entanto, não é líquida na superfície. Ela vem congelada em meteoritos e é sublimada em vapor. O planeta anão está fora da zona habitável, é muito pequeno para ter atividade tectônica sustentada e não orbita um corpo perturbador de maré como as luas dos gigantes gasosos. No entanto, estudos da sonda espacial Dawn confirmaram que Ceres tem água enriquecida com sal líquida no subsolo.

## Júpiter
Carl Sagan e outros nas décadas de 1960 e 1970 calcularam as condições para microorganismos hipotéticos que vivem na atmosfera de Júpiter. A intensa radiação e outras condições, no entanto, não parecem permitir o encapsulamento e a bioquímica molecular, então a vida lá é considerada improvável. Além disso, como um gigante gasoso Júpiter não tem superfície, qualquer microrganismo em potencial teria que ser transportado pelo ar. Embora existam algumas camadas da atmosfera que podem ser habitáveis, o clima joviano está em constante turbulência e esses microorganismos acabariam sendo sugados para as partes mais profundas de Júpiter. Nessas áreas, a pressão atmosférica é 1.000 vezes a da Terra e as temperaturas podem chegar a 10.000 graus. No entanto, descobriu-se que a Grande Mancha Vermelha contém nuvens de água. O astrofísico Máté Ádámkovics disse que "onde há potencial para água líquida, a possibilidade de vida não pode ser completamente descartada. Assim, embora pareça muito improvável, a vida em Júpiter não está além do alcance de nossa imaginação".

### Calisto
Calisto possui uma atmosfera rarefeita, um oceano subterrâneo e pode ser um candidato a hospedar vida. Está mais distante do planeta do que outras luas, então recebe menos radiação nociva e possui forças de maré mais fracas.

### Europa

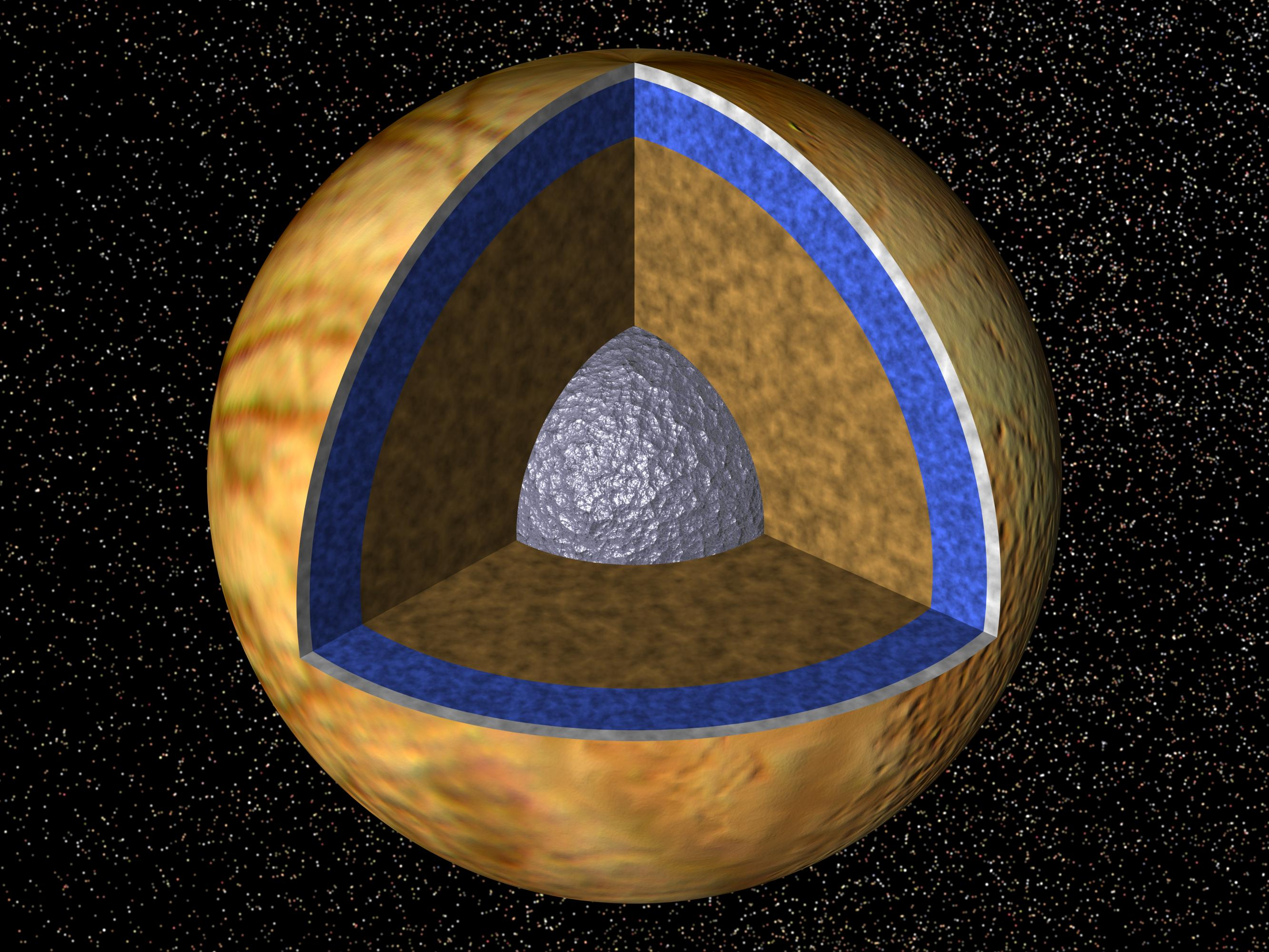
Estrutura interna de Europa. O azul representa um oceano subterrâneo. Esses oceanos subterrâneos tem o potencial de abrigar vida.

Europa pode ter um oceano líquido sob sua superfície gelada, que pode ser um ambiente habitável. Este oceano potencial foi notado pela primeira vez pelas duas espaçonaves Voyager e, posteriormente, apoiado por estudos de telescópios da Terra. As estimativas atuais consideram que este oceano pode conter o dobro da quantidade de água de todos os oceanos da Terra juntos, apesar do tamanho menor de Europa. A crosta de gelo teria entre 15 e 25 milhas de comprimento e pode representar um obstáculo para o estudo deste oceano, mas pode ser estudada de qualquer maneira por naves próximas se o conteúdo for liberado por colunas de erupção e atingir o espaço sideral.
A vida precisaria de água líquida, vários elementos químicos e uma fonte de energia. Embora Europa possa ter os dois primeiros elementos, não está confirmado se possui os três. Uma fonte potencial de energia seria uma fonte hidrotermal, que ainda não foi detectada. A luz solar não é considerada uma fonte de energia viável, pois é muito fraca no sistema de Júpiter e também teria que atravessar a superfície do gelo. Outras fontes de energia propostas, embora ainda especulativas, são a magnetosfera de Júpiter e a energia cinética.
Ao contrário dos oceanos da Terra, os oceanos de Europa estariam sob uma camada permanente de gelo, o que pode dificultar a aeração da água. Richard Greenberg, da Universidade do Arizona, considera que a camada de gelo não seria um bloco homogêneo, mas que o gelo estaria em um ciclo que se renova no topo e enterra o gelo superficial mais profundamente, o que acabaria por derrubar o gelo superficial no lado de baixo, em contato com o oceano. Esse processo permitiria que uma parte do ar da superfície chegasse ao oceano abaixo. Greenberg considera que o primeiro oxigênio da superfície teria chegado aos oceanos após alguns bilhões de anos, permitindo que a vida surgisse e desenvolvesse defesas contra a oxidação. Ele também considera que, uma vez iniciado o processo, a quantidade de oxigênio permitiria até mesmo o desenvolvimento de seres multicelulares, e talvez até sustentasse uma população comparável a dos peixes da Terra.
Em 11 de dezembro de 2013, a NASA relatou a detecção de "minerais argilosos" (especificamente, filossilicatos), frequentemente associados a materiais orgânicos, na crosta gelada de Europa. A presença dos minerais pode ter sido resultado de uma colisão com um asteroide ou cometa, segundo cientistas. O Europa Clipper, que avaliaria a habitabilidade de Europa, está planejado para ser lançado em 2024 e chegar à lua em 2030. O oceano subterrâneo de Europa é considerado o melhor alvo para a descoberta da vida.

### Ganímedes
Ganímedes, a maior lua do sistema solar, é a única que possui um campo magnético próprio. A superfície é aparentemente semelhante a Mercúrio e à Lua, e provavelmente tão hostil à vida quanto eles. Suspeita-se que haja um oceano abaixo da superfície e que a vida primitiva possa ser possível lá. Essa suspeita é causada por causa do nível incomumente alto de vapor d'água na fina atmosfera de Ganímedes. A lua provavelmente tem várias camadas de gelo e água líquida e, finalmente, uma camada líquida em contato com o manto. O núcleo, a provável causa do campo magnético de Ganímedes, teria uma temperatura próxima de 1600 K. Suspeita-se que este ambiente particular seja provavelmente habitável.

### Io
De todas as luas galileanas, Io é a mais próxima do planeta. É a lua com maior atividade vulcânica do Sistema Solar, resultado das forças de maré do planeta e sua órbita oval. Mesmo assim, a superfície é fria, chegando a -143 Cº. A atmosfera é 200 vezes mais leve que a atmosfera da Terra, recebe fortes irradiações devido a sua proximidade com Júpiter e não possui sinais de água. No entanto, hipóteses afirmam que a Io possa ter abrigado água no passado, e talvez formas de vida no subsolo

## Saturno
Da mesma forma que Júpiter, Saturno provavelmente não é capaz de abrigar vida. É um gigante gasoso e as temperaturas, pressões e materiais encontrados nele são muito perigosos para a vida. O planeta é composto de hidrogênio e hélio em sua maior parte, apresentando vestígios de água congelada. As temperaturas superficiais chegam à -150 C°. O planeta é mais quente por dentro, mas nas profundezas onde a água pode ser líquida a pressão atmosférica é muito alta.

### Encélado
Encélado, uma lua de Saturno, tem algumas das condições para a vida, incluindo atividade geotérmica e vapor d'água, bem como possíveis oceanos sob gelo aquecidos por efeitos de maré. A sonda Cassini-Huygens detectou carbono, hidrogênio, nitrogênio e oxigênio – todos os elementos-chave para sustentar a vida – durante seu sobrevoo em 2005 por um dos gêiseres de Encélado que expelia gelo e gás. A temperatura e a densidade das plumas indicam uma fonte aquosa mais quente abaixo da superfície. Dos corpos nos quais a vida é possível, os organismos vivos poderiam entrar mais facilmente nos outros corpos do Sistema Solar a partir de Encélado.

### Titã
Titã, a maior lua de Saturno, é a única lua conhecida no Sistema Solar com uma atmosfera significativa. Os dados obtidos pela missão Cassini-Huygens refutaram a hipótese de um oceano global de hidrocarbonetos, mas depois demonstraram a existência de lagos de hidrocarbonetos líquidos nas regiões polares – os primeiros corpos estáveis de líquido superficial descobertos fora da Terra. A análise dos dados da missão revelou aspectos da química da camada atmosférica próxima à superfície que sustentam – mas não o suficente para comprovar – a hipótese de que organismos, se presentes, poderiam estar produzindo metano e consumindo hidrogênio, acetileno e etano. A missão Dragonfly da NASA está programada para pousar em Titã em meados da década de 2030 com uma aeronave VTOL, com data de lançamento marcada para 2027.

## Urano
É improvável que Urano, um gigante gelado, seja habitável. As temperaturas e pressões do planeta podem ser muito extremas e os materiais muito voláteis.

## Netuno
Netuno, outro gigante gelado, também não é habitável. As temperaturas e pressões locais podem ser muito extremas e os materiais muito voláteis.

## Plutão
O planeta anão Plutão, devido a sua distância do Sol, é muito frio para sustentar a vida. Tem uma média de -232 °C, e a água de superfície só existe em estado sólido. O interior de Plutão tem a possibilidade de ser mais quente e talvez conter um oceano subterrâneo.

## Cinturão de Kuiper
O planeta anão Makemake não é habitável, devido às suas temperaturas extremamente baixas. O mesmo vale para Haumea e Éris.